# Chabab Hay El Hassani
Pour les articles homonymes, voir Hassani.
Le Chabab Hay El Hassani (en arabe : شباب الحي الحسني) est un club marocain de football basé à Hay El Hassani, quartier de Casablanca.
Il évolue pour la première fois en D2 depuis la saison 2000-2001.

## Palmarès
Formé en 1946 débutant en amateur, évoluant en Botola Pro 2 CEH champions de la coupe du throne 2001 
1. ↑  Seuls les principaux titres en compétitions officielles sont indiqués ici.